# Valentina Cervi
Valentina Cervi (Roma, 13 aprile 1974) è un'attrice italiana.

## Biografia
È figlia del regista e produttore cinematografico Tonino Cervi, figlio a sua volta degli attori Gino Cervi e Ninì Gordini Cervi, e della produttrice Marina Gefter.
Legata al regista Stefano Mordini, conosciuto nel 2005 sul set di Provincia meccanica, la coppia ha due figli.

### Carriera
Il suo debutto assoluto avviene in televisione nel 1986 con Portami la luna, mentre quello al cinema avviene due anni dopo con la commedia Mignon è partita di Francesca Archibugi. Dopo piccole apparizione tra piccolo e grande schermo, nel 1996 inizia a farsi notare con la partecipazione al film Ritratto di signora di Jane Campion, a cui segue l'anno successivo il suo primo ruolo da protagonista in Artemisia - Passione estrema di Agnès Merlet, dove veste i panni dell'artista romana Artemisia Gentileschi.
Nel 1999 recita in La via degli angeli di Pupi Avati e Rien sur Robert di Pascal Bonitzer, per cui ottiene due candidature rispettivamente al Nastro d'argento e al premio César. Nello stesso anno, assieme a Massimo Ghini, è diretta da Francis Ford Coppola in uno spot pubblicitario di Illycaffè che omaggia Federico Fellini e Lo sceicco bianco. Da questo momento inizia a lavorare frequentemente sia in Italia che all'estero.
Nel 2001 impersona Anna Maria Pierangeli nel film televisivo statunitense James Dean - La storia vera di Mark Rydell, dove recita accanto a James Franco. L'anno dopo è invece protagonista assieme a Violante Placido de L'anima gemella di Sergio Rubini, ruolo per cui ottiene numerosi riconoscimenti. Nel 2005 è accanto a Stefano Accorsi in Provincia meccanica di Stefano Mordini. Interpreta poi Marja Bolkonskaja nella miniserie televisiva del 2007 Guerra e pace, diretta da Robert Dornhelm.
Nel 2008 è nel cast della pellicola di Spike Lee Miracolo a Sant'Anna, e prende parte ad un episodio della serie televisiva Donne assassine. Nel 2011 è tra i protagonisti della serie britannica Le inchieste dell'ispettore Zen e di quella italiana Distretto di Polizia; nello stesso anno recita in un cameo in Jane Eyre di Cary Fukunaga, e partecipa alla quinta stagione della serie statunitense True Blood nel ruolo della vampira Salome Agrippa.
Nel 2018 riceve, per la sua attività artistica e cinematografica negli Stati Uniti, il "premio America" della Fondazione Italia USA.

## Filmografia

### Cinema
- Mignon è partita, regia di Francesca Archibugi (1988)
- Oasi, regia di Cristiano Bortone (1994)
- La notte e il momento, regia di Anna Maria Tatò (1995)
- Ritratto di signora, regia di Jane Campion (1996)
- Escoriandoli, regia di Flavia Mastrella e Antonio Rezza (1996)
- Artemisia - Passione estrema (Artemisia), regia di Agnès Merlet (1997)
- Figli di Annibale, regia di Davide Ferrario (1998)
- Rien sur Robert, regia di Pascal Bonitzer (1999)
- Branchie, regia di Francesco Ranieri Martinotti (1999)
- La via degli angeli, regia di Pupi Avati (1999)
- Quando si chiudono gli occhi, regia di Beniamino Catena (2000)
- Five Seconds to Spare, regia di Tom Connolly (2000)
- Hotel, regia di Mike Figgis (2001)
- L'anima gemella, regia di Sergio Rubini (2002)
- Passato prossimo, regia di Maria Sole Tognazzi (2003)
- Sansa, regia di Siegfried (2003)
- Mundo civilizado, regia di Luca Guadagnino (2003)
- Le valigie di Tulse Luper - La storia di Moab (The Tulse Luper Suitcases, Part 1: The Moab Story), regia di Peter Greenaway (2003)
- The Tulse Luper Suitcases: Antwerp, regia di Peter Greenaway (2003)
- The Tulse Luper Suitcases, Part 3: From Sark to the Finish, regia di Peter Greenaway (2003)
- The Tulse Luper Suitcases, Part 2: Vaux to the Sea, regia di Peter Greenaway (2004)
- La tempesta, regia di Tim Disney (2004)
- Provincia meccanica, regia di Stefano Mordini (2005)
- Fuori dalle corde, regia di Fulvio Bernasconi (2007)
- Ripopolare la Reggia (Peopling The Palaces At Venaria Reale), regia di Peter Greenaway (2007)
- Fine pena mai, regia di Davide Barletti e Lorenzo Conte (2007)
- Part deux, regia di Luca Guadagnino – cortometraggio (2007)
- Lena: The Bride of Ice, regia di Polly Steele (2008)
- Il resto della notte, regia di Francesco Munzi (2008)
- Miracolo a Sant'Anna (Miracle at St. Anna), regia di Spike Lee (2008)
- Sleepless, regia di Maddalena De Panfilis (2009)
- Jane Eyre, regia di Cary Fukunaga (2011)
- R.I.F. (Recherche dans l'Intérêt des Familles), regia di Franck Mancuso (2011)
- Mi rifaccio vivo, regia di Sergio Rubini (2013)
- Senza lasciare traccia, regia di Gianclaudio Cappai (2016)
- Ho amici in Paradiso, regia di Fabrizio Maria Cortese (2016)
- Dove non ho mai abitato, regia di Paolo Franchi (2017)
- Agadah, regia di Alberto Rondalli (2017)
- Lasciami per sempre, regia di Simona Izzo (2017)
- Euforia, regia di Valeria Golino (2018)
- Vivere, regia di Francesca Archibugi (2019)
- Gli infedeli, regia di Stefano Mordini (2020)
- L'ultimo Paradiso, regia di Rocco Ricciardulli (2021)
- Codice Karim, regia di Federico Alotto (2021)
- La scuola cattolica, regia di Stefano Mordini (2021)
- Il filo invisibile, regia di Marco Simon Puccioni (2022)
- Marcel!, regia di Jasmine Trinca (2022)
- L'ordine del tempo, regia di Liliana Cavani (2023)

### Televisione
- Portami la luna, regia di Carlo Cotti – film TV (1986)
- I ragazzi del muretto – serie TV, episodio 2x07 (1993)
- James Dean - La storia vera (James Dean), regia di Mark Rydell – film TV (2001)
- Il vizio dell'amore – serie TV, 1 episodio (2006)
- Guerra e pace, regia di Robert Dornhelm – miniserie TV, 4 puntate (2007)
- Tigri di carta, regia di Dario Cioni – miniserie TV (2008)
- Donne assassine – serie TV, episodio 1x06 (2008)
- Le inchieste dell'ispettore Zen (Zen) – serie TV, 3 episodi (2011)
- Distretto di Polizia – serie TV, 26 episodi (2011-2012)
- Una grande famiglia – serie TV (2012-2015)
- True Blood – serie TV, 11 episodi (2012)
- I Borgia (Borgia) – serie TV, episodi 2x11-2x12 (2012)
- Buio, regia di Nicolaj Pennestri – miniserie TV, 1 puntata (2013)
- Solo per amore – serie TV (2015-2017)
- I Medici (Medici: Masters of Florence) – serie TV, episodi 1x01-1x05-1x07 (2016)
- I ragazzi dello Zecchino d'Oro, regia di Ambrogio Lo Giudice – film TV (2019)
- Illuminate: Fernanda Pivano, disobbediente positiva, regia di Maria Tilli – docufilm (2021)
- La legge di Lidia Poët – serie TV, 5 episodi (2024)
- Leopardi - Il poeta dell'infinito, regia di Sergio Rubini – miniserie TV (2025)

## Teatro
- Addio fantasmi, drammaturgia di Chiara Lagani, regia di Luigi De Angelis (2022)

## Riconoscimenti
- David di Donatello
  - 2005 – Candidatura alla migliore attrice protagonista per Provincia meccanica

- Nastro d'argento
  - 2000 – Candidatura alla migliore attrice protagonista per La via degli angeli
  - 2003 – Candidatura alla migliore attrice protagonista, ex aequo con Violante Placido, per L'anima gemella

- Black Reel Awards
  - 2008 – Candidatura al miglior cast per Miracolo a Sant'Anna

- Mostra internazionale d'arte cinematografica
  - 2002 – Premio Wella Cinema Donna, ex aequo con Violante Placido, per L'anima gemella

- Premio César
  - 2000 – Candidatura alla migliore promessa femminile per Rien sur Robert

- Sulmonacinema Film Festival
  - 2003 – Miglior attrice per Passato prossimo